# مرکز هماهنگی مرزی خیبر
مرکز هماهنگی مرزی خیبر (انگلیسی: Khyber Border Coordination Center) یک مرکز مشترک اطلاعات نظامی است که در نزدیکی تورخم افغانستان واقع شده است. هدف این مرکز تسهیل اشتراک‌گذاری اطلاعات بین افغانستان، پاکستان، نیروهای بین‌المللی کمک به امنیت، دولت و پرسنل نظامی ناتو در جنگ با نیروهای طالبان در منطقه گذرگاه خیبر بود. این مرکز که عمدتاً توسط ایالات متحده اداره می‌شد به طور رسمی در ۲۹ مارس ۲۰۰۸ افتتاح شد و در ژوئیه ۲۰۰۸ به بهره‌برداری رسید. این مرکز اولین مرکز از شش مرکز برنامه‌ریزی شده برای افتتاح در امتداد مرز افغانستان و پاکستان است.